# Cantón de Verny
El cantón de Verny era una división administrativa francesa, que estaba situada en el departamento de Mosela y la región de Lorena.

## Composición
El cantón estaba formado por treinta y seis comunas:
- Buchy
- Cheminot
- Chérisey
- Chesny
- Coin-lès-Cuvry
- Coin-sur-Seille
- Cuvry
- Féy
- Fleury
- Foville
- Goin
- Jury
- Liéhon
- Lorry-Mardigny
- Louvigny
- Marieulles
- Marly
- Mécleuves
- Moncheux
- Orny
- Pagny-lès-Goin
- Peltre
- Pommérieux
- Pontoy
- Pouilly
- Pournoy-la-Chétive
- Pournoy-la-Grasse
- Sailly-Achâtel
- Saint-Jure
- Secourt
- Sillegny
- Silly-en-Saulnois
- Solgne
- Verny
- Vigny
- Vulmont

## Supresión del cantón de Verny
En aplicación del Decreto nº 2014-183 de 18 de febrero de 2014,el cantón de Verny fue suprimido el 22 de marzo de 2015 y sus 36 comunas pasaron a formar parte; dieciséis del nuevo cantón de Faulquemont, ocho del nuevo cantón de Las Laderas de Mosela, siete del nuevo cantón de Le Saulnois, cuatro del nuevo cantón de País de Messin y una del nuevo cantón de Montigny-lès-Metz.